# Mathew B. Brady
Mathew B. Brady (Lake George, 18 maggio 1822 – New York, 15 gennaio 1896) è stato un fotografo statunitense. La sua fama arrivò negli anni immediatamente precedenti e durante la Guerra civile americana. Negli anni successivi, il pubblico, stanco della guerra, perse interesse nel vedere le foto che la rappresentavano e la popolarità di Brady diminuì drasticamente.

## Biografia

Mathew Brady dopo il suo ritorno dalla prima battaglia di Bull Run

Brady nacque a Lake George, New York, da Andrew e Julia Brady, una famiglia di immigrati irlandesi. Si trasferì a New York all'età di 17 anni. Nel 1844 avviò un proprio studio fotografico a New York e dall'anno successivo iniziò a fare mostre dei suoi ritratti di personaggi americani famosi. Nel 1849 aprì anche uno studio a Washington, città in cui conobbe Juliette Handy, che sposò nel 1851.
Le prime fotografie di Brady erano dagherrotipi e vinse numerosi premi per le sue opere; negli anni '50 si diffuse l'ambrotipia che diede avvio alla stampa all'albume, una carta fotografica prodotta da larghi vetri negativi, molto usato nella fotografia della guerra civile americana. Nel 1859 il fotografo parigino André-Adolphe-Eugène Disdéri diffuse la cartes de visite e queste piccole foto (delle dimensioni di un biglietto da visita) divennero velocemente una novità popolare poiché milioni di queste immagini vennero create e vendute negli U.S.A. e in Europa.

Gli sforzi di Brady per documentare la guerra civile su grande scala portando il suo studio fotografico direttamente sul campo di battaglia gli permisero di raggiungere un posto nella storia della fotografia. Le sue prime fotografie del conflitto vennero scattate durante la prima battaglia di Bull Run, nella quale riuscì ad avvicinarsi così tanto all'azione che riuscì per poco a evitare di essere catturato. Nonostante gli ovvi pericoli, il rischio economico e il tentativo di dissuasione dei suoi amici, più tardi disse:
Assunse Alexander Gardner, James Gardner, Timothy H. O'Sullivan, William Pywell, George N. Barnard, Thomas C. Roche e un'altra settantina di persone e a ciascuno di essi fornì una camera oscura da viaggio per uscire e fotografare le scene della guerra di secessione. Brady generalmente stava a Washington per organizzare i suoi assistenti, ma raramente andava personalmente nei campi di battaglia. Questo può essere dovuto, almeno in parte, al fatto che la vista di Brady iniziò a rovinarsi negli anni '50.
Anche nel 1862, Brady presentò una mostra di fotografie della battaglia di Antietam, nella sua galleria a New York, intitolata The Dead of Antietam (Il morto di Antietam). Molte delle immagini ritraevano dei cadaveri, rendendo questa presentazione completamente nuova per gli Stati Uniti. Era la prima volta che chiunque potesse vedere direttamente la realtà della guerra, seppur solo in una fotografia.

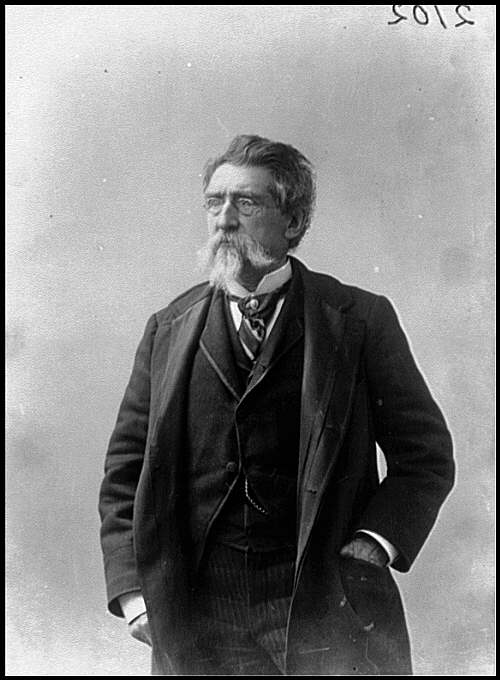
Mathew Brady da vecchio

Brady ritrasse molti degli ufficiali nordisti della guerra, come Ulysses S. Grant, Nathaniel Banks, Don Carlos Buell, Ambrose Burnside, Benjamin Butler, Joshua Chamberlain, George Armstrong Custer, David G. Farragut, John Gibbon, Winfield Scott Hancock, Samuel P. Heintzelman, Joseph Hooker, Oliver O. Howard, David Hunter, John A. Logan, Irvin McDowell, George B. McClellan, James B. McPherson, George G. Meade, David Dixon Porter, William Starke Rosecrans, John Schofield, William Tecumseh Sherman, Daniel Sickles, Henry Warner Slocum, George Stoneman, Edwin Vose Sumner, George H. Thomas, Emory Upton, James Samuel Wadsworth e Lew Wallace. Dello schieramento opposto riuscì a fotografare Pierre Gustave Toutant de Beauregard, Thomas Jonathan Jackson, James Longstreet, Lord Lyons, James Henry Hammond e Robert Edward Lee (la prima sessione di Lee con Brady fu nel 1845 quando Lee era tenente colonnello dell'esercito americano, l'ultima fu dopo la guerra, a Richmond, in Virginia). Brady fotografò anche Abraham Lincoln in molte occasioni.
Durante tutta la guerra, Brady spese oltre 100.000 $ per creare 10.000 stampe. Si aspettava che il governo degli Stati Uniti avrebbe acquistato tutte queste fotografie quando la guerra sarebbe terminata, ma - quando il governo si rifiutò di acquistarle - fu costretto a vendere il suo studio a New York e andare in bancarotta. Il Congresso gli garantì 25.000 $ per il 1875, ma Brady rimase comunque fortemente indebitato.
Depresso a causa della sua situazione finanziaria e devastato dalla morte della moglie, avvenuta nel 1887, Brady divenne un alcolizzato e morì in miseria nel reparto di carità del Presbyterian Hospital di New York, a causa delle complicazioni di un incidente di tram. Il suo funerale fu pagato dai veterani della 7th New York Infantry. È sepolto nel cimitero del Congresso a Washington.